# Niza
Niza falu Horvátországban, Eszék-Baranya megyében. Közigazgatásilag Koskához tartozik.

## Fekvése
Eszéktől légvonalban 34, közúton 38 km-re nyugatra, községközpontjától 4 km-re nyugatra, Szlavónia középső részén, a Szlavóniai-síkságon, az Eszékről Nekcsére menő út mentén, Koska és Breznica Našička között fekszik. Áthalad rajta az Eszékról Nekcsére menő vasútvonal. Határa északon magában foglalja a tölgyfákban gazdag Brezovac-erdőt, valamint a Vučica-folyó mellékét, ahol több kőolaj és gázkút található. Az erdő alatt találhatók a Gornja Niza és Velika Niza mezők, a Mala Niza mezőnek egy része pedig már Koska határához tartozik. Valószínűleg a falut is ezen mezők nevei alapján nevezték el. A falutól délre, Ledenik felé fekszik a Balvaćič-mező, délnyugatra pedig a Dubine-mező egy része. Breznica felé eső határán folyik a Breznica-folyó, Koska felé pedig a Gornja Jasenica-csatorna vezet, mely az erdőben ömlik a Breznicába.

## Története
A falu a középkorban még nem létezett. A török elleni felszabadító háború során itt, a Breznica mellett folyt az a csata, melyben gróf Leslie Jakab császári tábornagy legyőzte Csernek bég szlavóniai pasa seregét. A 18. század elején ez a vidék csaknem lakatlan volt, a folyóvizekkel szabdalt mocsaras területet többnyire erdők borították. Területe a nekcsei uradalomhoz tartozott, melyet 1734-ben Pejácsevics gróf vásárolt meg. A 18. század második felében (1770 körül) a szomszédos Breznicán a gróf hívására német anyanyelvű lakosság telepedett le, akik elsősorban erdőirtással és talajműveléssel foglalkoztak. A legtöbb német Bácskából érkezett dunai sváb volt, akik rögtön hozzáláttak a mocsaras terület lecsapolásához. 1810 körül a Nekcsére vezető utat kövekből épített töltéssel erősítették meg. 1894-ben üzembe helyezték a Verőce-Nekcse-Eszék vasútvonalat.
A település lakosságát 1900-ban számlálták meg először, amikor 8-an lakták, 1910-ben pedig 2 lakosa volt. Első lakói Breznicáról áttelepült németek voltak, akik az erdőirtással megtisztított területen, a mai falu nyugati részén telepedtek meg. Felépítették házaikat és mezőgazdasági művelésbe kezdtek. Az első világháború után a népesség gyarapodásával megkezdődött az erdők intenzívebb irtása. A fa elszállítására egy keskeny nyomtávú vasút épült Belistye és Gyurgyenovác irányába. Ennek a vasúti pályának a maradványai az erdőben a ma még mindig láthatók. Verőce vármegye Nekcsei járásának része volt. Az első világháború után 1918-ban az új szerb-horvát-szlovén állam, majd később (1929-ben) Jugoszlávia része lett. 1931-ban megnyílt a település első boltja és vendéglője. A második világháború végén a német lakosságot gyűjtőtáborba hajtották. Javaikat elvették és államosították. 1947-ben felépült a falu vasútállomása.
Az 1950-es években a horvát Zagorjéból, a Hegyvidékről és a boszniai Szávamellékről új horvát betelepülők érkeztek. Az ő utódaik képezik a mai lakosság 90%-át. A népesség növekedése 1956-ban szükségessé tette az iskola megnyitását. 1960-ban a mai bolt helyén felépült a falu közösségi háza. 1962-ben bevezették az elektromos áramot és aszfaltozták a főutcát. 1963-ban megalakult az Omladinac labdarúgóklub. Ebben az időszakban alakult meg az önkéntes tűzoltóegylet. 1967-ben felépítették a katolikus templomot. Az 1970-es években megkezdődött a munkavállalók külföldre áramlása. 1983-ban megnyitották a falu temetőjét. 1986-ban megnyitották az új közösségi házat. A falu 1991-től a független Horvátországhoz tartozik. 1991-ben lakosságának 90%-a horvát, 2-2%-a szerb és jugoszláv nemzetiségű volt. A délszláv háború idején sokan csatlakoztak a horvát védelmi erőkhöz. Legtöbbjük a 132. nekcsei dandár keretében harcolt. 1991. november 7-én a jugoszláv légierő egyik MIG-21-es harcigépe rakétatámadást intézett a falu központja ellen, melyben több családi ház súlyosan megrongálódott. Az 1990-es évek végén kiépült a gázvezeték és a telefonhálózat. 2006-ban befejeződött az iskola új épületének építése. 2008-ban kiépült a vízvezeték hálózat, 2011-ben pedig a csatornahálózat. 2010-ben a falu fennállásának századik évfordulóján fotomonográfiát adtak ki. 2011-ben a falunak 432 lakosa volt.

## Lakossága
| Lakosság változása | Lakosság változása | Lakosság változása | Lakosság változása | Lakosság változása | Lakosság változása | Lakosság változása | Lakosság változása | Lakosság változása | Lakosság változása | Lakosság változása | Lakosság változása | Lakosság változása | Lakosság változása | Lakosság változása | Lakosság változása |
| ------------------ | ------------------ | ------------------ | ------------------ | ------------------ | ------------------ | ------------------ | ------------------ | ------------------ | ------------------ | ------------------ | ------------------ | ------------------ | ------------------ | ------------------ | ------------------ |
| 1857               | 1869               | 1880               | 1890               | 1900               | 1910               | 1921               | 1931               | 1948               | 1953               | 1961               | 1971               | 1981               | 1991               | 2001               | 2011               |
| 0                  | 0                  | 0                  | 0                  | 8                  | 2                  | 76                 | 195                | 390                | 531                | 654                | 616                | 535                | 563                | 485                | 432                |

(1921-től településrészként, 1948-tól önálló településként.)

## Gazdaság
A lakosság nagy része a környező vállalatoknál dolgozik, emellett számos családi gazdaság foglalkozik növénytermesztéssel és gyümölcstermesztéssel a faluban. Több kisiparos, valamint egy nagy tej- és húsüzem is működik a településen.

## Nevezetességei
- A Boldogságos Szűz Mária ég és föld királynője tiszteletére szentelt római katolikus temploma 1967-ben épült, a koskai Szent Péter Pál plébánia filiája.
- A Szent Rókus kápolnát 1935-ben építették és 2010-ben megújították.

## Kultúra
Az 1950-es évek végétől az 1960-as évek közepéig a faluban színjátszó csoport működött, mely a környező településeken is fellépett. Legtöbbször hagyományos vidám darabokat játszottak. A csoportnak zenekara is volt.

## Oktatás
A településen koskai Ivana Brlić-Mažuranić általános iskola négy osztályos alsó tagozatos területi iskolája működik.

## Sport
- Az NK „Omladinac” Niza labdarúgóklub a megyei 3. ligában szerepel.
- A nizai sport akadémiát 2014-ben alapították azzal a céllal, hogy a sportra, főként a labdarúgásra nevelje a gyermekeket.

## Egyesületek
A település önkéntes tűzoltóegyletét az 1960-as évek elején alapították.

## Fordítás
Ez a szócikk részben vagy egészben  a   Niza című horvát Wikipédia-szócikk ezen változatának fordításán alapul.  Az eredeti cikk szerkesztőit annak laptörténete sorolja fel. Ez a jelzés csupán a megfogalmazás eredetét és a szerzői jogokat jelzi, nem szolgál a cikkben szereplő információk forrásmegjelöléseként.